# 2007-es Tour of Qatar
A 2007-es Tour of Qatar volt a 6. katari kerékpárverseny. Január 28. és február 2. között került megrendezésre, össztávja 715.5 kilométer volt. Végső győztes a belga Wilfried Cretskens lett, megelőzve a szintén belga Tom Boonen-t és a holland Steven de Jongh-ot.

## Szakaszok
| Szakasz | Dátum      | Rajt                 | Cél                     | km    | Szakaszgyőztes        | Összetettben vezető |
| ------- | ---------- | -------------------- | ----------------------- | ----- | --------------------- | ------------------- |
| 1.      | Január 28. | Doha                 | Doha (csapatverseny)    | 6     | Quick Step-Innergetic | Steven de Jongh     |
| 2.      | Január 29. | Al Wakra             | Qatar Olympic Committee | 135.5 | Tom Boonen            | Tom Boonen          |
| 3.      | Január 30. | Dohat Salwa          | Khalifa Stadium         | 140   | Tom Boonen            | Tom Boonen          |
| 4.      | Január 31. | Camel Race Track     | Doha Golf Club          | 139.5 | Tom Boonen            | Tom Boonen          |
| 5.      | Február 1. | Al Zubarah           | Mesaieed                | 160.5 | Greg Van Avermaet     | Wilfried Cretskens  |
| 6.      | Február 2. | Sealine Beach Resort | Doha                    | 134   | Tom Boonen            | Wilfried Cretskens  |

## Végeredmény
|    | Versenyző          | Idő          |
| -- | ------------------ | ------------ |
| 1  | Wilfried Cretskens | 15 óra 50:58 |
| 2  | Tom Boonen         | + 2:09       |
| 3  | Steven de Jongh    | + 2:44       |
| 4  | Bernhard Eisel     | + 2:52       |
| 5  | Greg Henderson     | + 3:01       |
| 6  | Andreas Klier      | + 3:08       |
| 7  | Leif Hoste         | + 3:09       |
| 8  | Alexandre Pichot   | + 3:11       |
| 9  | Matthew Hayman     | + 3:30       |
| 10 | Servais Knaven     | + 3:44       |